# Campus-Verlag
Der Campus-Verlag wurde 1975 von Frank Schwoerer als Verlag für kritische Sozialwissenschaften gegründet. Er hat seinen Sitz in Frankfurt am Main.

## Geschichte
Im Laufe der Jahre erweiterte sich das Verlagsprogramm um die Bereiche Wirtschaft (vor allem Management), Berufs-, Finanz- und Studienratgeber sowie populäres Sachbuch mit den Schwerpunkten Politik, Wirtschaft, Gesellschaft und Geschichte.
1995 übernahm Thomas Carl Schwoerer, der Sohn des Gründers, die Geschäftsführung. Im Jahr 2001 wurde Schwoerer von der Zeitschrift Buchmarkt als „Verleger des Jahres“ ausgezeichnet. Seit der Übernahme durch Beltz im Jahr 2015 ist Marianne Rübelmann Geschäftsführerin. Der Verlag hatte im Juli 2011 36 Mitarbeiter. Pro Jahr erscheinen rund 200 neue Titel, die Hälfte davon richtet sich an ein wissenschaftliches Fachpublikum und Studenten. Eines der erfolgreichsten Sachbücher des Verlages in jüngster Zeit war der Titel Simplify your life von Werner Tiki Küstenmacher und Israel schafft sich ab (2012) von Gershom Gorenberg.
Im Februar 2015 wurde der Campus-Verlag vollständig von der Verlagsgruppe Beltz übernommen, die zuvor bereits 50 % der Anteile gehalten hatte.

## Autoren
Zu den Autoren des Verlages gehören unter anderem:
- Marc Beise
- Stephen R. Covey
- Avraham Burg
- Christopher Daase
- Hartmut Esser
- Carly Fiorina
- Rainer Forst
- Anthony Giddens
- Gerd Gigerenzer
- Malcolm Gladwell
- Michail Gorbatschow
- Klaus Holzkamp
- Naomi Klein
- Walter Krämer
- Paul Krugman
- Werner Tiki Küstenmacher
- Jacques Le Goff
- Fredmund Malik
- John J. Mearsheimer
- Leonard Mlodinow
- Harald Meller
- Claus Offe
- Ulrike Posche
- Jeremy Rifkin
- Hartmut Rosa
- Astrid Séville
- Volkmar Sigusch
- Ulrich Schäfer
- Katharina Schüller
- Reinhard K. Sprenger
- Sahra Wagenknecht
- Stephen M. Walt
- Jack Welch

## Produkte
Das Campus Programm besteht aus fünf Serien.
- Campus Sachbuch
- Campus Ratgeber
- Campus Business
- Campus Hörbuch
- Campus Wissenschaft